# Aleksi Aaltonen

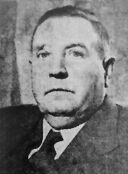
Aleksi Aaltonen.

Aleksi Aaltonen, född 5 juli 1892 i Somero, död 22 februari 1956 i Helsingfors, var en finländsk socialdemokratisk politiker och journalist.

## Biografi
Aaltonen var torparson från Somero. Fram till 1916 var han verksam som skräddare, verkade därefter som journalist i Åbo 1918–1935, därefter i Suomen Sosialidemokraatti. 1913 anslöt sig Aaltonen till det socialdemokratiska partiet, och hörde länge till partiets mest betydande medlemmar. 1929–1935 tillhörde han riksdagen och 1936–1944 var han partisekreterare. 1943–1944 var han socialminister i Regeringen Linkomies och Regeringen Hackzell.